# Trichacoides indicus
Trichacoides indicus är en stekelart som beskrevs av Jackson 1968. Trichacoides indicus ingår i släktet Trichacoides och familjen gallmyggesteklar. Inga underarter finns listade i Catalogue of Life.